# Zhang Yingying
Zhang Yingying, född den 1 april 1990, är en kinesisk friidrottare som tävlar i långdistanslöpning.
Yingying deltog vid Olympiska sommarspelen 2008 i Peking på både 5 000 meter och 10 000 meter. På den kortare distansen blev hon utslagen i försöken. På den längre slutade hon på sextonde plats på tiden 31.31,12.
Hon har även haft stora framgångar i maraton där hon slutade tvåa i Peking maraton 2007 och vann Xiamen maraton 2008 på ett nytt juniorvärldsrekord med tiden 2.22.38.